# Белоберёзка
Белоберёзка (укр. Білоберізка) — село в Верховинском районе Ивано-Франковской области Украины. Административный центр Белоберёзской сельской общины.
Население по переписи 2001 года составляло 1234 человека. Население по данным 2024 года составляло 1132 человек. Занимает площадь 20 км². Почтовый индекс — 78713. Телефонный код — 03432.